# Impact World Tag Team Championship
Het Impact World Tag Team Championship is een professioneel worstelkampioenschap dat gecreëerd werd en eigendom is van de Amerikaanse worstelorganisatie Impact Wrestling (voorheen bekend als Total Nonstop Action Wrestling). In 2002, voordat TNA hun eigen World Tag Team kampioenschap had, gebruikte TNA NWA's World Tag Team kampioenschap door een overeenkomst, hieronder viel ook het NWA Worlds Heavyweight kampioenschap. In dat jaar stond TNA bekend als NWA-TNA. In 2004 trok TNA zich terug uit de NWA, maar hield wel de rechten voor het NWA World Heavyweight -en Tag Team kampioenschap. In 2007 beëindigde TNa hun 5-jarige overeenkomst en maakte hun eigen TNA World Heavyweight en Tag Team kampioenschap op 14 mei 2007 tijdens een opname van TNA Impact!. De nieuwe kampioenschappen werden onthuld op 15 en 17 mei 2007 tijdens worstelprogramma, TNA Today. Tijdens het programma op 17 mei werd tag team Team 3D (Brother Ray en Brother Devon) officieel bekroond als de eerste TNA World Tag Team Champions. Het kampioenschap werd in maart 2017 hernoemd naar Impact World Tag Team Championship toen TNA hernoemd werd naar Impact Wrestling.
De titel was eerder bekend als het TNA World Tag Team Championship, het Impact Wrestling World Tag Team Championship, het Unified GFW World Tag Team Championship en het GFW World Tag Team Championship.

## Huidige kampioenen
| Huidige kampioenen                              | Datum        | Vorige kampioenen                       | Evenement     |
| ----------------------------------------------- | ------------ | --------------------------------------- | ------------- |
| The Good Brothers (Doc Gallows & Karl Anderson) | 17 juli 2021 | Violent by Design (Rhino & Joe Doering) | Slammiversary |